# Proceso de 1 µm
El proceso de 1 µm se refiere a una tecnología de proceso de semiconductores producida en el año 1985 por las principales empresas de semiconductores como Intel e IBM. Es el primer proceso en el que CMOS es común.

## Productos fabricados con la tecnología de proceso de 1 µm
- Intel 80386 CPU comercializado en 1985.